# Olej kokosowy

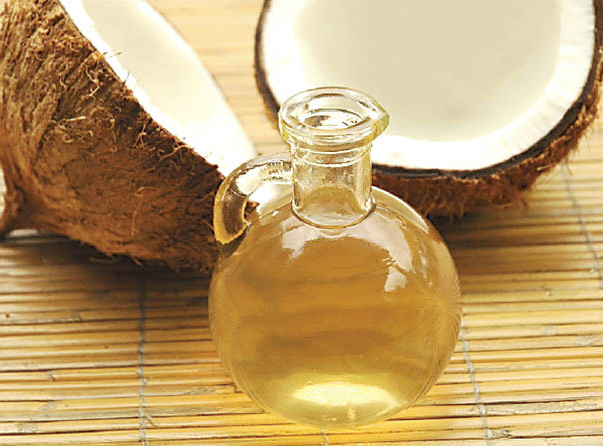
Olej kokosowy

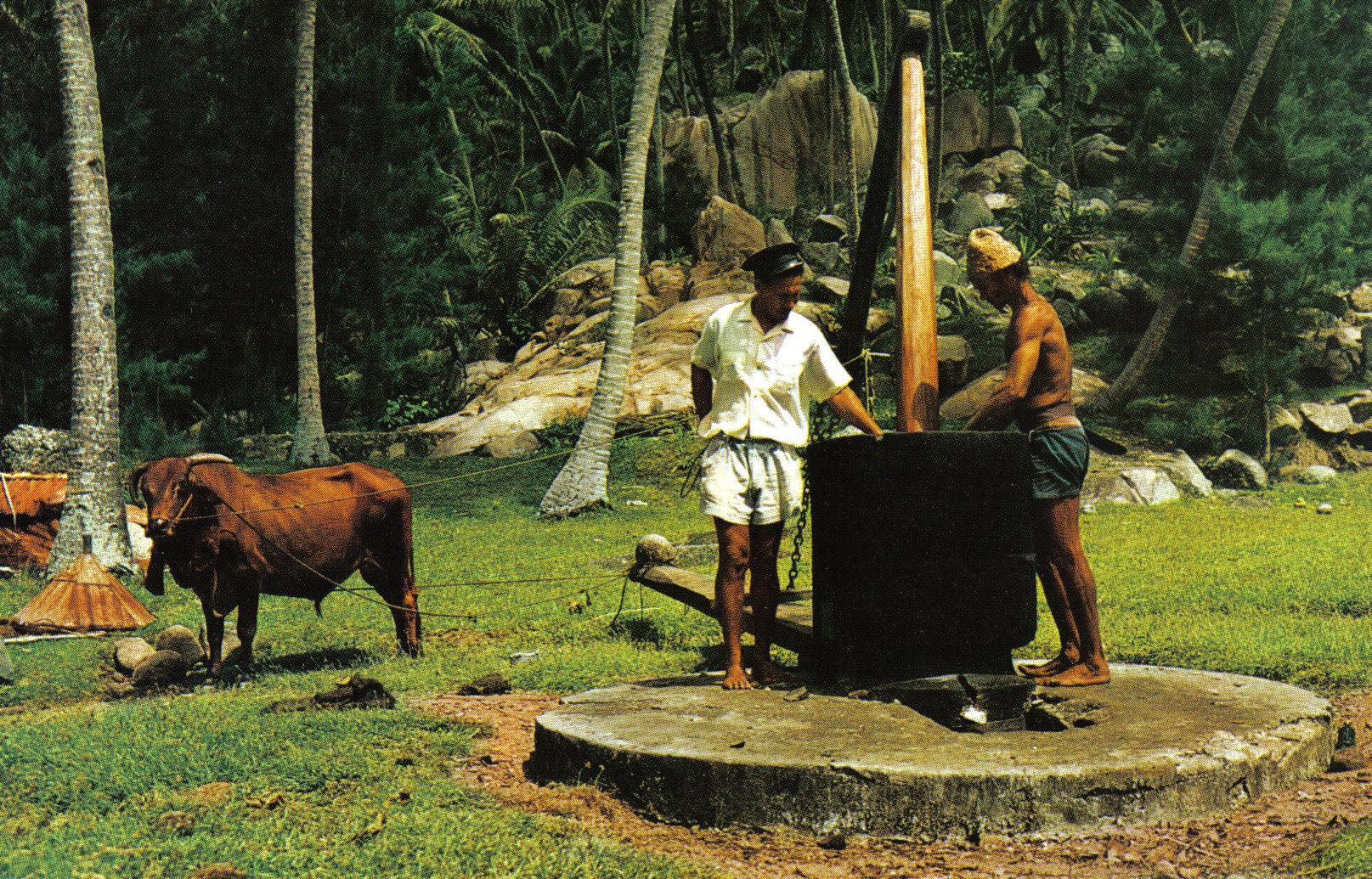
Tradycyjny sposób wyrobu oleju kokosowego na Seszelach

Olej kokosowy (masło kokosowe, tłuszcz kokosowy) – olej roślinny otrzymywany poprzez tłoczenie i rozgrzanie kopry – twardego miąższu orzechów palmy kokosowej (Cocos nucifera). Spotykany najczęściej jako rafinat, odkwaszany i wybielany. W postaci płynnej jest lekko żółty.
Zawiera kwas laurynowy. Ma barwę białą. Topnieje w temperaturze 20–28 °C. Stosowany jest do smażenia, do ciast oraz wyrobu margaryny i czekolady. W przemyśle chemicznym znajduje zastosowanie w produkcji kwasów tłuszczowych i alkoholi, do wyrobu świec i apretur włókienniczych. W przemyśle kosmetycznym jest wykorzystywany jako balsam do ciała, maska do włosów, olejek do masażu lub do kąpieli. Ma właściwości odżywcze i nawilżające.
Wiele organizacji zdrowotnych odradza regularną konsumpcję oleju kokosowego z powodu dużej zawartości nasyconych kwasów tłuszczowych, które mogą zwiększyć ryzyko wystąpienia chorób układu krążenia.

## Zastosowanie oleju kokosowego
Niektóre badania sugerują potencjalne wykorzystanie oleju kokosowego w kosmetyce skóry i włosów oraz w profilaktyce chorób serca, otyłości i niepokoju.